# Bafatá
Bafatá – miasto w Gwinei Bissau. Liczy 22,5 tys. mieszkańców. Stolica regionu Bafatá. Miejsce urodzenia Amílcara Cabrala. Drugie co do wielkości miasto kraju.